# Derivazione delle leggi di Keplero
Le leggi di Keplero che descrivono le proprietà delle orbite di oggetti sottoposti alla forza gravitazionale generata da un corpo massivo possono essere dedotte teoricamente applicando i principi della dinamica (equazioni di Newton).
Nel procedimento esposto, si dimostrerà inizialmente l'esistenza di un integrale primo del moto, la velocità areolare (seconda legge di Keplero); successivamente si proverà che le traiettorie nello spazio delle coordinate del sistema sono ellittiche (prima legge) e infine si troverà la dipendenza del periodo dell'orbita dalla lunghezza del semiasse maggiore dell'ellisse (terza legge).

## Derivazione
Per la derivazione delle leggi di Keplero a partire dalle equazioni newtoniane e dalla legge di gravitazione universale è necessario innanzitutto introdurre un'approssimazione.
Ci limiteremo al caso in cui la massa del pianeta sia trascurabile rispetto a quella del Sole; in questo caso possiamo fissare il centro del sistema di riferimento nel centro del Sole e trascurarne il moto.
In quest'approssimazione, il problema di Keplero si riduce a quello di un moto in campo centrale in cui vale l'equazione di Newton
{\displaystyle m{\ddot {r}}=-{\frac {\partial V}{\partial r}}}
dove {\displaystyle V(r)=-k/r}
Tale relazione si ottiene appunto integrando su {\displaystyle r} l'espressione della forza gravitazionale {\displaystyle F(r)=-k/r^{2}}.

### La seconda legge: dalla conservazione del momento angolare a quella della velocità areolare
La seconda legge di Keplero afferma che la velocità areolare è costante durante il moto.
Ora, introducendo un sistema di coordinate polari {\displaystyle (r,\theta )}, con i rispettivi versori{\displaystyle (\mathbf {\hat {r}} ,\mathbf {\hat {\theta }} )} si ha, banalmente {\displaystyle \mathbf {r} =r\mathbf {\hat {r}} }.
Derivando tale quantità rispetto al tempo, si ottiene (applicando la regola della derivazione del prodotto e ricordando 
{\displaystyle \mathbf {\dot {\hat {r}}} ={\dot {\theta }}\mathbf {\hat {\theta }} }, {\displaystyle \mathbf {\dot {\hat {\theta }}} =-{\dot {\theta }}\mathbf {\hat {r}} }
{\displaystyle \mathbf {\dot {r}} ={\dot {r}}\mathbf {\hat {r}} +r{\dot {\theta }}\mathbf {\hat {\theta }} }
Ora, considerando per semplicità la massa unitaria, il momento angolare {\displaystyle \mathbf {L} } vale (sfruttando le proprietà del prodotto vettoriale):
{\displaystyle \mathbf {L} =\mathbf {r} \times \mathbf {\dot {r}} =\mathbf {r} \times {\dot {r}}\mathbf {\hat {r}} +\mathbf {r} \times r{\dot {\theta }}\mathbf {\hat {\theta }} =r{\dot {\theta }}(\mathbf {r} \times \mathbf {\hat {\theta }} )=r^{2}{\dot {\theta }}(\mathbf {\hat {r}} \times \mathbf {\hat {\theta }} )=r^{2}{\dot {\theta }}}
Diretto ortogonalmente al piano in cui si svolge il moto.
Per la legge di conservazione del momento angolare, segue che la quantità {\displaystyle r^{2}{\dot {\theta }}} è un integrale del moto.
Considerando la velocità areolare {\displaystyle C} come derivata temporale dell'area spazzata dal raggio vettore, si ha
{\displaystyle \mathrm {d} S={\frac {1}{2}}r^{2}{\dot {\theta }}\mathrm {d} t}
Infatti, considerando un angolo {\displaystyle \mathrm {d} \theta ={\dot {\theta }}\mathrm {d} t}, l'area spazzata nell'intervallo temporale infinitesimo, l'elemento d'area è data dalla metà del quadrato di {\displaystyle r} per l'angolo al centro.
Eseguendo la derivata:
{\displaystyle C={\frac {\mathrm {d} S}{\mathrm {d} t}}={\frac {1}{2}}r^{2}{\dot {\theta }}={\frac {1}{2}}L}.
Pertanto la velocità areolare è un integrale del moto.
Si può notare come la validità della seconda legge sia del tutto indipendente dall'espressione del potenziale considerato, essa infatti è una proprietà di tutti i potenziali centrali.

### La prima legge: la traiettoria ellittica dei pianeti

Grafico del potenziale efficace kepleriano in funzione del raggio. Per valori di eccentricità minori di uno, il potenziale presenta due punti di inversione in corrispondenza dei valori e. Pertanto l'orbita nello spazio delle coordinate è limitata alla corona circolare delimitata dalle circonferenze di tali raggi. In particolare, la traiettoria è tangente a ciascuna circonferenza in punti distanti tra loro : si tratta pertanto di ellissi.
Per, in corrispondenza del minimo del potenziale, l'eccentricità è nulla, nello spazio delle fasi l'orbita si riduce al punto ellittico e la traiettoria del corpo è circolare.

Innanzitutto il problema bidimensionale del moto in campo centrale può essere facilmente ridotto a un caso unidimensionale utilizzando la definizione del potenziale efficace.
Le equazioni del moto, infatti, possono essere riscritte considerando la forma
{\displaystyle V_{\text{eff}}={\frac {L^{2}}{2r^{2}}}+V(r)={\frac {L^{2}}{2r^{2}}}-{\frac {k}{r}}}
In un moto in campo centrale, la relazione tra l'angolo {\displaystyle \theta } e la distanza dall'origine {\displaystyle r} è data dall'integrale
{\displaystyle \theta =\int {\frac {L/r^{2}\,\mathrm {d} r}{\sqrt {2(E-V_{\text{eff}}(r))}}}=\int {\frac {L/r^{2}\,\mathrm {d} r}{\sqrt {2(E-V_{\text{eff}}(r))}}}=\arccos {\frac {L/r-k/L}{\sqrt {(2E+k^{2}/L^{2})}}}}
dove la costante integrativa è stata posta uguale a zero. Ciò significa che l'integrale viene calcolato a partire dal pericentro dell'orbita.
Definendo ora le quantità
{\displaystyle p=L^{2}/k,\qquad e={\sqrt {1+2EL^{2}/k^{2}}}}
e invertendo opportunamente l'espressione di {\displaystyle \theta } si giunge all'equazione
{\displaystyle r={\frac {p}{1+e\cos \theta }}}.
Questa altro non è che l'espressione di una qualunque conica in coordinate polari centrata in un fuoco.
Se {\displaystyle e<1,} questa rappresenta un'ellisse con eccentricità {\displaystyle e} e semilato retto {\displaystyle p}.
In particolare, è possibile ottenere i valori dei semiassi {\displaystyle a} e {\displaystyle b}:
{\displaystyle a={\frac {p}{1-e^{2}}}={\frac {L^{2}/k}{1-1-2EL^{2}/k^{2}}}={\frac {k}{2|E|}}}
{\displaystyle b={\frac {p}{\sqrt {1-e^{2}}}}={\frac {L^{2}/k}{\sqrt {1-1-2EL^{2}/k^{2}}}}={\frac {L}{\sqrt {2|E|}}}}

### La terza legge: dipendenza periodo-semiasse maggiore
Nelle espressioni di {\displaystyle a} e {\displaystyle b} appena ricavate, si può notare come il semiasse maggiore {\displaystyle a} sia dipendente solo dall'energia totale del sistema, mentre il semiasse minore sia anche funzione del momento angolare. Poiché il periodo di rotazione, nel moto in campo centrale, è funzione della sola energia, questo fatto permette di inferire per il periodo una relazione solo riguardante il semiasse maggiore dell'ellisse.
In particolare, si avrà (essendo {\displaystyle \pi ab} l'area dell'ellisse e {\displaystyle C} la velocità areolare, il cui valore è costante e uguale a {\displaystyle L/2}).
{\displaystyle T(E)={\frac {\pi ab}{C}}=\pi {\frac {k}{2|E|}}{\frac {L}{\sqrt {2|E|}}}{\frac {2}{L}}={\frac {\pi k}{\sqrt {2}}}|E|^{-3/2}}
Ora, recuperando l'espressione di {\displaystyle a} in funzione dell'energia si ha {\displaystyle |E|={\frac {k}{2a}}}, sostituendo tale valore nell'equazione precedente si ottiene
{\displaystyle T(E)={\frac {\pi k}{\sqrt {2}}}\left({\frac {2a}{k}}\right)^{3/2}}
da cui si deduce che {\displaystyle T^{2}\propto a^{3}} come afferma appunto la terza legge di Keplero.